# Tudo sobre o amor: Novas Perspectivas
Tudo Sobre o Amor:  Novas Perspectivas é um livro de bell hooks publicado em 2000 em inglês e publicado em português em 2021. O livro é o primeiro da série conhecida como Trilogia do Amor.

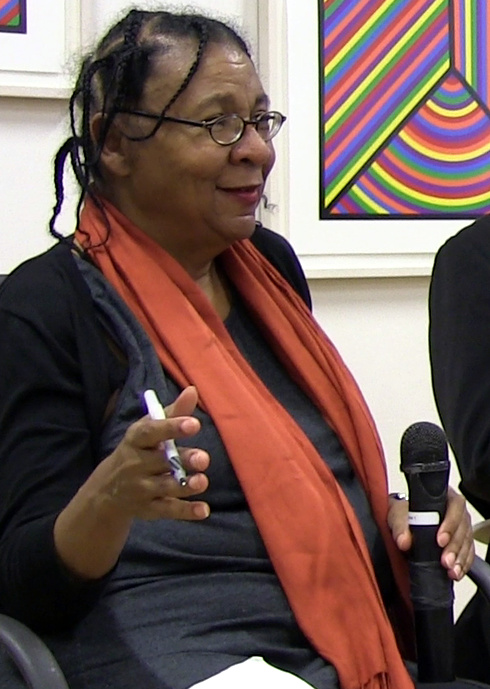
bell hooks em New School, 2014

Ele discute aspectos do amor na sociedade moderna. hooks combina anedotas pessoais, bem como ideias psicológicas e filosóficas para desenvolver e fortalecer seu argumento. A autora se concentra no amor romântico e acredita que na cultura americana os homens foram socializados para desconfiar do valor e do poder do amor, enquanto as mulheres foram socializadas para serem amorosas na maioria das situações - mesmo quando sua necessidade de receber amor não é atendida.
O livro tem 13 capítulos, cada um analisando o amor em um contexto diferente. Primeiro, ela explica sua posição e introduz um trabalho externo que trata principalmente desse aspecto do amor. Em seguida, ela dá sugestões sobre como reverter nossa formação cultural e nos tornarmos mais abertos a dar e receber amor. Esses aspectos são o afeto, o respeito, o reconhecimento, o comprometimento, a confiança, o cuidado e a comunicação aberta e honesta – ao invés das formas costumeiras decorrentes de estereótipos de gênero, dominação, controle, ego e agressividade.
hooks defendeu que os leitores repensassem a ideia de amor, rejeitando a noção de "narcisismo perigoso" e, em vez disso, pensando no amor como comunidade. Os críticos descreveram o livro como uma fusão entre um livro de autoajuda e um livro de filosofia moral, apelando ao pensamento crítico sobre os motivos sociais e políticos do mundo.

## Resumo
Depois de muitas disputas com ex-namorados sobre a natureza do amor, hooks publicou Tudo Sobre o Amor: Novas Perspectivas em 2000. Ela explica como seus dois últimos namorados de longa data foram frustrados pelo "pensamento patriarcal" e pelos papéis de gênero sexistas, então nenhum dos relacionamentos teve uma chance. Ela continuou querendo recomendar um livro para que os homens lessem, mas não conseguia encontrar um que claramente mostrasse seu ponto de vista. Por esta razão, ela decidiu escrever o seu próprio, que aprofundaria seus verdadeiros sentimentos em relação ao amor.
Neste livro, hooks combina suas experiências de vida pessoal com ideias filosóficas e psicológicas para moldar sua tese e discutir seus principais conceitos. Ela critica a forma como o "amor" é usado na sociedade atual: por exemplo, usamos a palavra sem muito sentido, quando nos referimos ao quanto gostamos ou apreciamos nosso sorvete, cor ou jogo favorito. hooks está muito desconcertada pelo fato de nossa cultura ter perdido o verdadeiro significado do amor, e acredita que é porque não temos uma definição compartilhada.  Por esse motivo, o primeiro capítulo de seu livro concentra-se principalmente no que ela acha que é a definição de amor, que ela explica inclui componentes como cuidado, afeto, confiança, respeito, honestidade, comunicação e compromisso.  Ela propõe que, se todos chegássemos a um acordo de que "amor" é um verbo e não um substantivo, todos seríamos mais felizes.  hooks acredita que o amor é mais um processo interativo. Não é sobre o que apenas sentimos, mas mais sobre o que fazemos. Ela afirma: "Tantas pessoas pensam que basta dizer o que sentem, mesmo que suas ações não correspondam ao que estão sentindo".  bell hooks esclarece fortemente porque a sociedade precisa adotar uma definição universal de amor.
hooks começa seu livro com uma série de mensagens espirituais, incluindo versículos bíblicos, para apoiar sua definição de amor. Ela afirma que uma definição padrão de amor deve incluir o crescimento espiritual para si mesmo e para os outros.  Embora ela se refira a mensagens bíblicas, ela não promove a religião; pelo contrário, ela encoraja o pensamento espiritual. hooks culpa as falhas nos relacionamentos de hoje em um entendimento frouxo sobre o amor. Ela compartilha experiências pessoais sobre o medo de rejeição e de dor emocional. Como resultado, ela reconhece falta de comprometimento total e expressa vulnerabilidade por causa do medo de não receber essas coisas em troca, então dar carinho e afeto eram suas expectativas mínimas em seus relacionamentos – necessárias, mas não suficientes. hooks introduz a necessidade de praticar o amor próprio e o cuidado para sustentar um relacionamento saudável com uma compreensão concreta do amor. 
No geral, este livro lança alguma luz sobre o que hooks vê como o abandono do amor moderno e o que significa para as pessoas de hoje experimentar o amor. Um argumento que ela propõe é que o amor não pode existir no meio de uma disputa pelo poder. hooks chega a apresentar uma série de problemas que ela encontra com nossos ideais modernos de amor e propõe possíveis soluções. Ela inclui as proposições de reconstrução e transformação plenas do amor moderno com base no "carinho, respeito, reconhecimento, compromisso, confiança e cuidado" (Resenha do Livro de Não-ficção). hooks também aponta o que ela vê como as raízes dos problemas relacionados ao amor moderno: estereótipos de gênero, dominação, controle, ego e agressão (Resenha de livros de não-ficção).
O que hooks também discute é o modo, começando por uma idade muito jovem, como meninos e meninas são constantemente derrubados e instruídos a se encaixarem nas minúsculas caixas de características que se espera deles. hooks aponta que é negado ao menino o direito de mostrar, ou mesmo ter, quaisquer sentimentos verdadeiros. Para explicar melhor, ela usa como exemplo os homens na cultura americana  e descreve como eles foram socializados para desconfiar do valor e do poder do amor, enquanto a menina é ensinada que a coisa mais importante que ela pode fazer é mudar a si mesma e a seus próprios sentimentos, com a esperança de atrair e agradar a todos. Essas expectativas injustas levam meninos e meninas a se tornarem homens e mulheres convencidos de que as mentiras são o caminho a seguir, e ninguém deve mostrar seus sentimentos mais verdadeiros um ao outro. Isso leva ao paradoxo que hooks aponta, pois a honestidade é um requisito natural para um relacionamento amoroso funcional e saudável. Nas próprias palavras de hooks, "Mentiras podem fazer as pessoas se sentirem melhor, mas não as ajudam a conhecer o amor". 
Outro argumento central é que é quase impossível para as mulheres encontrarem a felicidade no que ela vê como uma cultura brutal, na qual os homens são ensinados a se preocupar mais com a satisfação e desempenho sexual do que realmente amar alguém.  Pareando com o fato de que as mulheres são encorajadas a se focar tão fortemente em conseguir um parceiro, isso leva a maioria dos relacionamentos a serem completamente unilaterais: os homens estão emocionalmente satisfeitos e as mulheres ficam sem nenhuma felicidade verdadeira. hooks aponta que, apesar desses problemas evidentes na cultura moderna do amor, o amor pode ser revivido, e é isso que ela está argumentando ao longo de seu livro.
hooks escreveu este livro para informar ao mundo como podemos mudar a maneira como pensamos sobre o amor, nossa cultura e uns aos outros. Ela nos ensina maneiras de amar diante de um planeta sem amor. Suas Novas Perspectivas demonstram como o amor é possível e enfatizam que todo amor é importante — amor romântico, amizade, nosso amor por estranhos e comunidade.